# Rosa jaroschenkoi
Rosa jaroschenkoi är en rosväxtart som beskrevs av G.G. Gadzhieva och A.T. Iskenderov. Rosa jaroschenkoi ingår i släktet rosor, och familjen rosväxter. Inga underarter finns listade i Catalogue of Life.